# Beloinje
Beloinje (cyr. Белоиње) – wieś w Serbii, w okręgu niszawskim, w gminie Svrljig. W 2011 roku liczyła 268 mieszkańców.